# Sharon Jones
Sharon Jones (North Augusta, Carolina del Sur, 4 de mayo de 1956-Cooperstown, Nueva York, 18 de noviembre de 2016) fue una cantante de soul y funk estadounidense.
Comenzó su carrera a finales de la década de 1990, pero su grave y potente voz correspondía según muchos a tres décadas antes. Su sonido evoca a dos de las protegidas funk de James Brown; Marva Whitney y Lyn Collins. Nació en Georgia en 1956, y pasó su infancia entre Nueva York y el sur del país. Su primera demostración de talento la hizo en el coro de la iglesia, y con tan sólo 14 años tocaba el órgano cada domingo en Queens' Universal Church of God.
Durante algunos año hizo distintas grabaciones bajo el sobrenombre de "Miss Lafaye", trabajando principalmente en la discoteca funk de Nueva York Desco, donde se dio a conocer, y momento a partir del que cosechó temas como "Damn It's Hot", "Switchblade", "The Landlord", "You Better Think Twice" o una versión de The J.B. "I got the feelin'". Con la desaparición de Desco en 2001 grabó para la discográfica Daptone Records el sencillo "Got a Thing on My Mind", acompañada de la banda The Dap Kings.
En la primavera de 2002 lanzó su álbum de debut Dap Dippin' with Sharon Jones & the Dap Kings, en el que demuestra un sonido propio de la década de 1960 con el soul y el funk más puros.
En 2008 grabó una versión en clave de reggae de la canción "How Long Do I Have To Wait For You", acompañada de los Dap-Kings y producida por el teclista Victor Axelrod "Ticklah" (Antibalas, Amy Winehouse, Easy Star All Stars, Boilers, etc.).
Falleció el 18 de noviembre de 2016 a causa del cáncer contra el que batallaba desde hacía ya varios años.

## Discografía
| Año  | Título                                            | Discográfica |
| ---- | ------------------------------------------------- | ------------ |
| 2002 | Dap dippin' with Sharon Jones & the Dap Kings     | Daptone      |
| 2005 | Naturally                                         | Daptone      |
| 2007 | 100 Days, 100 Nights                              | Daptone      |
| 2008 | How long do I Have To Wait For You/Reggae version | Daptone      |
| 2010 | I Learned The Hard Way                            | Daptone      |
| 2011 | Soul Time!                                        | Daptone      |
| 2014 | Give the people what they want                    | Daptone      |